# 基尔基斯
基尔基斯（希臘語：Κιλκίς）是希腊北部中马其顿大区基尔基斯专区的市镇，及该专区的首府。市镇面积为1,599.6平方公里，2021年人口数量为45,308人。
早在铜铁时代就有人类居住。中世纪时期，该地在拜占庭帝国与保加利亚帝国之间多次易手。1430年被奥斯曼帝国征服。1912年的第一次巴尔干战争中被保加利亚占领。次年被希腊占领。希土战争结束后，许多来自小亚细亚的希腊人来此地定居。现该城为一个农业中心。
现今范围的市镇设立于2011年地方政府改革中，由原7个市镇合并而成，原市镇则成为此市镇的7个市区。基尔基斯市区（即原基尔基斯市镇）的面积为319.834平方公里，2021年人口数量为27,493人。